# Maria Mach
Maria Michalina Mach (ur. 9 lutego 1971) – polska działaczka społeczna, edukatorka specjalizująca się w tematyce kształcenia osób o wybitnych uzdolnieniach. Współtwórczyni Programu pomocy wybitnie zdolnym Krajowego Funduszu na rzecz Dzieci. Dyrektorka Biura i sekretarz Krajowego Funduszu na rzecz Dzieci od 2009 do 2020, od 2020 prezeska zarządu.

## Życiorys
Absolwentka filozofii na Uniwersytecie Jagiellońskim. Była stypendystką Krajowego Funduszu na rzecz Dzieci. Następnie wieloletnia pracowniczka i tutorka Funduszu. W 2009 (po odejściu na emeryturę Ryszarda Rakowskiego) została dyrektorką biura i sekretarzem Krajowego Funduszu na rzecz Dzieci. Poza pracą na rzecz samego Funduszu, prowadzi działalność popularyzatorską i publicystyczną, w których przedstawia problematykę wychowania i pracy ze zdolnymi dziećmi. Zaangażowana w reformę polskiej edukacji, prowadzi warsztaty dla uczniów nauczycieli, popularyzuje ideę środowiskowego wsparcia zdolnych i nieodpłatnego dzielenia się wiedzą. Cytowana jest w mediach codziennych, branżowych, popularnonaukowych i wydawnictwach książkowych oraz zapraszana na szereg konferencji.
Zainicjowała wiele inicjatyw edukacyjnych w tym m.in. program wspierania nauczycielskich pasji Inspiratorium (razem z dr Michałem Mizerą). Współautorka poradnika dla rodziców i nauczycieli „Zdolne dziecko. Pierwsza pomoc”.

## Nagrody i wyróżnienia
19 czerwca 2001 otrzymała „za wybitne zasługi w działalności na rzecz dzieci” Brązowy Krzyż Zasługi. 18 września 2013 została odznaczona za zasługi w działalności na rzecz budowy społeczeństwa obywatelskiego Złotym Krzyżem Zasługi. Od 2011 jest członkinią Rady Programowej Centrum Nauki Kopernik w Warszawie. 

## Wybrane publikacje
- (współautor: Marcin Braun(inne języki)), Zdolne dziecko: pierwsza pomoc, Warszawa: Krajowy Fundusz na rzecz Dzieci 2012, ISBN 978-83-901470-0-0.